# Autruche
 Autruche  es una población y comuna francesa, en la región de Champaña-Ardenas, departamento de Ardenas, en el distrito de Vouziers y cantón de Le Chesne.
Está integrada en la Communauté de communes de l'Argonne Ardennaise.

## Demografía
| 225 | 248 | 256 | 217 | 242 | 246 | 254 | 240 | lac. | lac. | 222 | 217 | 207 | 213 | 207 | 199 | 200 | 197 | 207 | 196 | 160 | 183 | 156 | 142 | 119 | 117 | 113 | 101 | 87 | 71 | 48 | 44 | 51 | 52 |
| Para los censos de 1962 a 1999 la población legal corresponde a la población sin duplicidades (Fuente: INSEE [Consultar]) |     |     |     |     |     |     |     |      |      |     |     |     |     |     |     |     |     |     |     |     |     |     |     |     |     |     |     |    |    |    |    |    |    |